# Дуланто, Альберто
Альберто Исмодес Дуланто (исп. Alberto Ismodes Dulanto, 1910 — ?) — перуанский шахматист.
Один из сильнейших перуанских шахматистов 1930-х гг. (официальные чемпионаты страны в то время не проводились).
Возглавлял национальную сборную Перу на шахматной олимпиаде 1939 г. В данном соревновании сыграл 15 партий: победил Б. Мёллера (Исландия), завершил вничью партии с О. Тромповским (Бразилия), Э. Рояном (Норвегия) и У. Кордовой, проиграл Дэн. Яновскому (Канада), Х. С. Диасу Пересу (Парагвай; дважды), К. Александеру (Англия), К. Опоченскому (Чехословакия), С. Г. Тартаковеру (Польша), Г. Вассо (Гватемала), Э. Ротунно (Уругвай), А. Цветкову (Болгария), Дж. О’Доновану (Ирландия) и Дж. Моррисону (Канада).